# Свечковка (Оренбургская область)
Свечковка — упразднённое село в Акбулакском районе Оренбургской области России. Входило в состав Шкуновского сельсовета. Упразднено в 1998 году.

## География
Село находилось в южной части региона, на левом берегу ручья Иккырашан (приток реки Малая Хобда), вблизи государственной границы с Казахстаном, в 7 км к юго-востоку от центра сельского поселения села Шкуновка. В селе на ручье был устроен пруд.
Упразднено в 1998 году Распоряжение Губернатора Оренбургской области от 26 октября 1998 года № 1001-р..

## История
Посёлок Свечковский был основан на переселенческом участке Иткырлыганский в 1908—1909 году. В 1910 году в посёлке насчитывалось 45 дворов и проживало 282 человека. В 1926 году посёлок состоял из 120 хозяйств. В 1928 году в селе организован колхоз «Красный Луч». В 1957 году село становится бригадой колхоза имени Свердлова (центральная усадьба располагалась в Шкуновке).
Упразднено в 1998 году Распоряжение Губернатора Оренбургской области от 26 октября 1998 года № 1001-р.

## Население
По данным переписи 1926 года в посёлке проживало 658 человек.